# Frederik I van Athene
Frederik I van Athene ( , circa 1340 – Messina, 11 juli 1355) was een edelman uit het Koninklijk Huis Barcelona dat het koninkrijk Sicilië bestuurde, als deel van de Kroon van Aragon. Hij was de minderjarige hertog van Athene en Neopatria (1348-1355), twee kruisvaardersstaten bestuurd door de Aragonees-Sicilianen. Tevens was hij op Sicilië 2e markies van Randazzo (1348-1355) naast heer van meerdere heerlijkheden.

## Namen

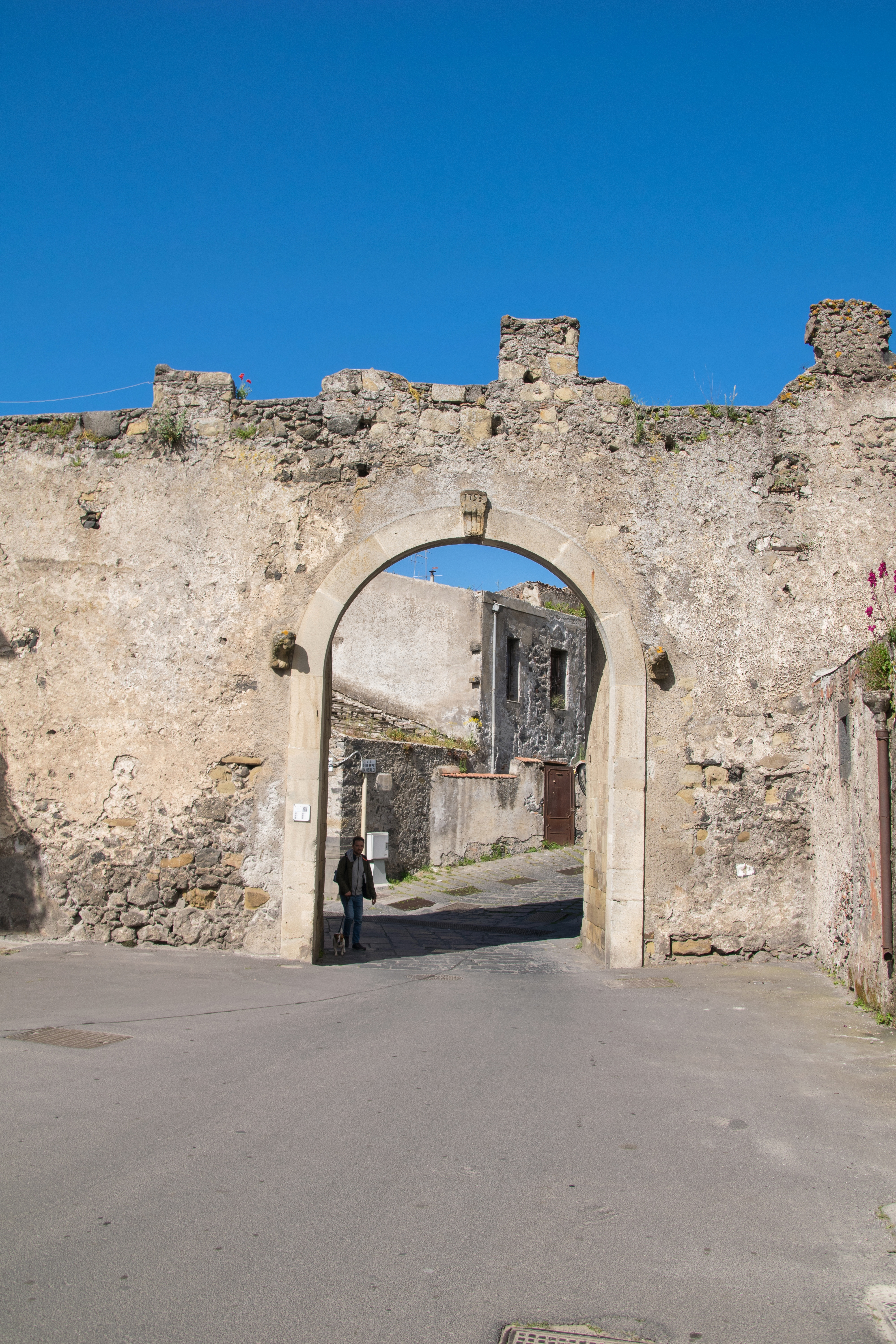
Stadspoort van Randazzo, Sicilië. Dit was het markizaat van Frederik van Athene op Sicilië.

Andere namen voor hem waren Frederik van Trinacria (of Sicilië) of Frederik van Aragon.

## Levensloop
Frederik I was de oudste zoon van hertog Jan van Athene, regent van Sicilië, en Caesarea Lancia.  Nadat zijn vader aan de pest stierf in 1348, verwierf hij al diens bezittingen op Sicilië alsook de hertogdommen Athene en Neopatria, die samen bestuurd werden in Thebe, de hoofdstad. Frederik I ging nooit naar Griekenland. De kruisvaardersstaten werden ter plaatse bestuurd door een regent of vicaris-generaal benoemd vanuit het Koninklijk Hof in Palermo.
De macht over Athene en Neopatria was in verval, niettegenstaande de Aragonees-Siciliaanse administratie en kerkelijk bestuur voort deden met financiële hulp vanuit Sicilië. Athene en Neopatria geraakten verstrikt in een handelsoorlog tussen de republiek Venetië en de republiek Genua (1350-1355). De Sicilianen hadden de kant gekozen van Venetië, die het naburig eiland Negroponte bezette, ook bekend als Evia. Als vergelding vielen de Genuezen Sardinië binnen, een deel van de Kroon van Aragon. Bovendien werden Athene en Neopatria van buitenaf verzwakt door aanvallen van Ottomaanse piraten en van binnenuit door de kapitaalkrachtige familie Acciaiulo uit de republiek Florence. Dat verschillende Aragonees-Siciliaanse bestuurders in Griekenland nog steeds geëxcommuniceerd bleven door de Roomse Kerk hielp ook niet.
In 1351 werd in het dogepaleis in Venetië een alliantie gesmeed tussen de republiek Venetië en het koninkrijk Aragon. Venetië zou de Genuezen bevechten in het oosten van de Middellandse Zee, terwijl Aragon hetzelfde moest doen in het westen. Voor de minderjarige hertog Frederik en de minderjarige koning Lodewijk van Sicilië, ondertekende Frederiks vader regent Jan van Athene.
Frederik I stierf aan de pest in 1355. Zijn Griekse hertogdommen keerden terug naar de koningskroon van Sicilië, met name naar koning Frederik III van Sicilië.